# Lorne Munroe
Lorne Munroe (Winnipeg, 24 novembre 1924 – 4 maggio 2020) è stato un violoncellista canadese naturalizzato statunitense.

## Biografia
Vinse la Winnipeg Music Competition a soli 10 anni. All'età di 14, sponsorizzato dal compositore Arthur Benjamin, frequentò il Royal College of Music di Londra nel 1937-1939. In questo periodo suonò con Benjamin un pezzo che il compositore aveva scritto per lui. Trasferitosi negli Stati Uniti, continuò i suoi studi a Filadelfia, presso il Curtis Institute of Music dove fu allievo di Gregor Piatigorsky e Orlando Cole.
Dopo aver prestato servizio nell'esercito degli Stati Uniti durante la seconda guerra mondiale, si diplomò al Curtis Institute. Nel 1949, fu l'unico vincitore del premio Naumburg e fece il suo debutto in recital a New York nel novembre dello stesso anno. Nel biennio 1949-50, si esibì con l'Orchestra di Cleveland, per poi assumere il ruolo di primo violoncellista  con la Minneapolis Symphony Orchestra nel 1950-51 e quindi con l'Orchestra di Filadelfia nel 1951.
Nel 1964 fu invitato da Leonard Bernstein a diventare il principale violoncellista della New York Philharmonic. Suonò con questo ruolo sino al 1996, ma ebbe talora modo di esibirsi come solista. Una di queste occasioni fu durante una trasmissione del concerto dei giovani andata in onda il giorno di Natale del 1968, dove egli si produsse in un'esibizione del Don Chisciotte di Richard Strauss. 
Insegnò alla Juilliard School e alla Philadelphia Musical Academy (ora University of the Arts). 
Munroe è morto nel 2020, a 95 anni.

## Vita privata
Nel 1945 sposò una violinista, Janée, con la quale generò undici figli (dieci maschi e una femmina). Rimase vedovo nel 2006.